# Культура (Татарстан)
Культура (чув. Сулпай) — село в Аксубаевском районе Республики Татарстан Российской Федерации. Входит в состав Трудолюбовского сельского поселения.

## География
Расположено в 28 км к юго-западу от посёлка городского типа Аксубаево.

## История
Основано в первой половине 1920 г.-х гг. Первоначальное название Сулбаевка. С момента основания находилось в Кривоозёрской волости Чистопольского кантона ТАССР. С 10.08.1930 г. в Аксубаевском, с 10.02.1935 г. в Тельманском, с 16.07.1958 г. в Аксубаевском, с 01.02.1963 г. в Октябрьском, с 12.01.1965 г. в Аксубаевском районах.

## Население[2]
| Год     | 1926 | 138 | 1949 | 1958 | 1970 | 1979 | 1989 | 2002 |
| ------- | ---- | --- | ---- | ---- | ---- | ---- | ---- | ---- |
| Человек | 182  | 213 | 189  | 181  | 171  | 109  | 102  | 101  |

## Экономика
Основное занятие населения — полеводство, молочное скотоводство.